# Memphis Wings
Memphis Wings var ett amerikanskt professionellt ishockeylag som spelade i Central Professional Hockey League (CPHL) mellan 1964 och 1967. De spelade sina hemmamatcher i inomhusarenan Mid-South Coliseum i Memphis i Tennessee. Laget härstammade från Indianapolis Capitols som bara spelade nio matcher under säsongen 1963-1964 på grund av att deras hemmaarena förstördes av en explosion och där 81 personer miste livet och uppemot 400 personer skadades. Laget flyttades direkt efter händelsen till Cincinnati i Ohio och blev Cincinnati Wings, där blev det dock bara säsongen ut på grund av ekonomiska problem och svalt intresse från befolkningen. Flyttlasset gick vidare till Memphis och laget blev som sagt Memphis Wings.
De var samarbetspartner till Detroit Red Wings i den nordamerikanska proffsligan National Hockey League (NHL) under de tre säsonger de spelade i staden. Spelare som lyckades spela i NHL var bland annat Ron Anderson, Gary Bergman, Craig Cameron, Bryan Campbell, Warren Godfrey, Ron Harris, Brent Hughes, Réal Lemieux, Nick Libett, Bert Marshall, Ab McDonald, Jim Peters, André Pronovost, Pat Quinn, Doug Roberts, Glen Sather, Irv Spencer, Vic Stasiuk, Bob Wall, Bryan Watson och Jim Watson. 